# Basilikan Maria Dreieichen

Basilikan Maria Dreieichen är en vallfartskyrka i det österrikiska förbundslandet Niederösterreich. Den är belägen i orten Mold (kommunen Rosenburg-Mold) nära staden Horn på Manhartsberget.
Dreieichen blev pilgrimsort på 1650-talet. 1730 byggdes ett kapell på platsen, 1744-1750 en barockkyrka efter ritningar av Wißgrill. Tak- och väggmålningarna är bland annat från Paul Troger. I skattkammaren förvaras många votivgåvor.
Basilikan besöks fortfarande av många pilgrimer.